# Блакитна чашка
«Блакитна чашка» — радянський телевізійний фільм, знятий в 1965 році за однойменним оповіданням Аркадія Гайдара. Прем'єра фільму на телебаченні відбулася 14 березня 1965 року.

## Сюжет
Тато, мама і шестирічна Світлана вирушили провести татову відпустку на дачі. Тато і Світлана мріяли, що будуть відпочивати і купатися, але мама спочатку змусила їх навести порядок і прибрати на дачі. Тут ще на біду невдачливі відпочиваючі майстрували дерев'яну вертушку на даху. Потім виявилося, хтось розбив улюблену мамину блакитну чашку. У мами зовсім зіпсувався настрій, і вона поїхала в місто. Засмучені тато і Світлана взяли похідну сумку і вирушили геть з дому. По дорозі вони знайомляться з місцевими хлопцями і дівчатами, заводять нові знайомства і слухають різні історії. Цілий день вони бродили і повернулися назад. Удома їх чекає мама, яка все їм простила, і її пробачили всі.

## У ролях
- Люба Чумакова —  Світлана
- Юрій Горобець —  тато Світлани
- Світлана Жгун —  Маруся, мама Світлани
- Борис Чирков —  тато Валентини
- Світлана Харитонова —  Валентина
- Женя Петунін —  Санька Карякін
- Володимир Удалов —  Пашка Букамашкін
- Марина Антипова —  Берта
- Ніяз Іманкулов —  Федір, син Валентини
- Павло Винник —  грибник
- Ірина Мурзаєва —  молочниця
- Володимир Калмиков —  епізод
- Олександра Денисова —  стара
- Володимир Андрєєв —  епізод

## Знімальна група
- Режисери — Майя Маркова, Володимир Храмов
- Сценарист — Володимир Храмов
- Оператори — Лев Бунін, Марк Волинець
- Композитор — Едісон Денисов
- Художник — Олександр Чистов